# Terrapin (U-Boot)
HMS Terrapin (Kennung: P323) war ein U-Boot der T-Klasse der britischen Royal Navy im Zweiten Weltkrieg. Die Terrapin war der letzte Verlust eines britischen U-Bootes im Zweiten Weltkrieg und ist bis heute (2008) der bisher letzte U-Boot-Verlust der Royal Navy durch Feindeinwirkung.

## Bau und Indienststellung
Die Terrapin gehörte zur dritten Gruppe der T-Klasse, die verschiedene Verbesserungen gegenüber den ersten beiden Gruppen aufwies. Das Boot wurde am 19. Oktober 1942 bei Vickers-Armstrong in Barrow-in-Furness auf Kiel gelegt. Es lief am 31. August 1943 vom Stapel und wurde am 22. Januar 1944 in Dienst gestellt.

## Geschichte
Das Boot versah zunächst Dienst in der Nordsee. Am 24. März 1944 griff es einen deutschen Nachschubkonvoi vor der norwegischen Küste bei Egersund an und torpedierte das als Truppen- und Materialtransporter eingesetzte ehemalige Katapultschiff Schwabenland (8186 BRT) und den Tanker Wörth (6256 BRT, die ehemalige niederländische Omala). Die Schwabenland konnte auf Strand gesetzt und später nach Oslo geschleppt werden, und die Wörth wurde nach Egersund geschleppt.
Im Sommer 1944 wurde die Terrapin in den Indischen Ozean verlegt. Dort beschoss sie am 5. August 1944 japanische Artilleriestellungen bei Gunung Sitoli auf der Insel Nias (West-Sumatra), versenkte durch Geschützfeuer ein japanisches Wachboot, die Shime Maru, und beschädigte ein zweites. In den folgenden Wochen versenkte sie einen japanischen Minenleger und eine Fregatte mit Torpedos sowie insgesamt zwölf Handelsschiffe durch Geschützfeuer und sechs weitere durch Entern und Zündung von Sprengladungen.
Nunmehr unter Lt. Brunner versenkte die Terrapin am 30. Oktober drei japanische Segelfrachter, am 2. November den Hilfsnetzleger Kumano Maru (872 BRT), und am 4. November den Minensucher W 5 (620 Tonnen), alle in der Malakka-Straße.
Am 22. Dezember versenkten die Terrapin und ihr Schwesterboot Trenchant den japanischen Tanker Yaei Maru No.6 (834 BRT) durch Geschützfeuer südlich von Singapur. Drei Tage später versenkten die beiden Boote gemeinsam den Hilfsminenräumer Reisui Maru (219 BRT), einen Fischtrawler und drei Küstenfrachter. Am 29. Dezember versenkte die Terrapin ein Segelschiff und am 30. Dezember zwei weitere in der Malakka-Straße.
Am 24. Februar 1945, wieder zusammen mit der Trenchant, wurden vier kleine Schiffe in der Malakka-Straße versenkt, ein fünftes von der Terrapin allein. Am 1. und 2. März versenkte die Terrapin jeweils ein weiteres Segelschiff. Am 4. März, wieder im Verbund mit der Trenchant, wurde der japanische U-Boot-Jäger CH 8 etwa 85 Seemeilen südlich von Penang durch Geschützfeuer versenkt. Danach unterstützte die Terrapin ihr Schwesterboot bei der Versenkung des U-Boot-Jägers CH 5.

## Ende
Ende März 1945 verlegte die Terrapin nach Fremantle in Westaustralien, um von dort aus mit US-amerikanischen U-Booten im Pazifik zu operieren.
Am 17. Mai versenkte sie ein Segelschiff und beschädigte ein zweites in der Java-See. Zwei Tage später wurde das Boot bei einem Angriff auf einen Tanker westlich von Batavia (Jakarta) von japanischen U-Jägern entdeckt und mit Wasserbomben angegriffen. Dabei wurde das Boot schwer beschädigt. Der Bootskörper wurde auf der Backbordseite auf einer Länge von etwa 13 Metern fast 40 cm eingedrückt. Im vorderen Torpedoraum gab es erheblichen Wassereinbruch, und der vordere Teil der Hauptpump- und Flutungsanlage wurde zerstört.
Die Terrapin konnte entkommen und in Begleitung des US-amerikanischen U-Boots Cavalla nach Fremantle zurückkehren, wo sie am Abend des 30. Mai eintraf. Dortige Untersuchungen zeigten, dass der Bootskörper eine leichte Bananenkrümmung erlitten hatte und Reparaturen zu kostspielig sein würden. Die Terrapin wurde als konstruktiver Totalverlust abgeschrieben und im Juni 1946 abgewrackt.

## Kommandanten
- Lt. (ab 23. März 1944 Lt.Cdr.) Desmond Samuel Royst Martin (10. Oktober 1943 – 30. August 1944)[6]
- Lt. Robert Henry Hugh Brunner (30. August 1944 – Oktober 1945)[7]

## Kampferfolge (Auswahl)
| Datum             | |
| ----------------- | --- |
| 24. März 1944     | Terrapin griff vor Egersund (Norwegen) einen deutschen Geleitzug an und beschädigte den Seeflugzeugtender Schwabenland (8186 BRT) und den Tanker Wörth (6256 BRT) mit Torpedos. Die Schwabenland wurde auf Grund gesetzt, die Wörth abgeschleppt. |
| 5. August 1944    | Terrapin beschoss japanische Stellungen bei Gunungsitoli (Nias, Niederländisch-Ostindien). Am selben Tag wurde ein Küstenmotorschiff versenkt und ein weiteres beschädigt.                                                                        |
| 30. Oktober 1944  | Terrapin versenkte in der Malakkastraße drei japanische Segelschiffe mit dem Deckgeschütz. |
| 2. November 1944  | Terrapin versenkte in der Malakkastraße bei 1° 30′ N, 103° 0′ O das japanische Hilfsschiff Kumano Maru (872 BRT). |
| 4. November 1944  | Terrapin torpedierte und versenkte in der Malakkastraße bei 3° 44′ N, 99° 50′ O den japanischen Minensucher W-5. |
| 22. Dezember 1944 | Terrapin versenkte gemeinsam mit Trenchant bei 1° 4′ S, 104° 34′ O den japanischen Tanker Yaei Maru No. 6 (834 BRT) mit Bordartillerie. |
| 25. Dezember 1944 | Terrapin versenkte gemeinsam mit Trenchant den japanischen Hilfsminensucher Reisui Maru (219 BRT). Die beiden U-Boote meldeten außerdem die Versenkung eines Fischfangfahrzeuges und dreier Küstenmotorschiffe.                                   |
| 29. Dezember 1944 | Terrapin versenkte in der Malakkastraße ein japanisches Segelschiff mit dem Deckgeschütz. |
| 30. Dezember 1944 | Terrapin versenkte in der Malakkastraße zwei japanische Segelschiffe mit dem Deckgeschütz. |
| 24. Februar 1945  | Terrapin und Trenchant versenkten gemeinsam in der Malakkastraße vier japanische Küstenmotorschiffe mit ihren Deckgeschützen. Terrapin versenkte außerdem eine weitere kleine Einheit.                                                            |
| 1. März 1945      | Terrapin versenkte in der Malakkastraße zwei japanische Segelschiffe mit dem Deckgeschütz. |
| 2. März 1945      | Terrapin versenkte in der Malakkastraße bei 3° 28′ N, 101° 0′ O ein japanisches Segelschiff mit dem Deckgeschütz. |
| 4. März 1945      | Terrapin und Trenchant versenkten gemeinsam in der Malakkastraße 85 Seemeilen südlich von Penang bei 4° 4′ N, 100° 35′ O den japanischen U-Jäger Ch 8 mit Bordartillerie.                                                                         |
| 17. Mai 1945      | Terrapin versenkte in der westlichen Javasee mit dem Deckgeschütz ein japanisches Segelschiff und beschädigte ein weiteres. |